# NEWSヘッドライン
『NEWSヘッドライン』は、1996年9月30日から1997年9月26日までテレビ東京で放送された早朝から朝にかけてのニュース番組。テレビ東京で唯一早朝の生放送に本格進出したニュース番組。
放送時間は4:45 - 7:20。45分間隔でひと通りを放送、6:15までは関東ローカルで6:30からTXNフルネット（に加え一部独立U局でも放送）となる。

## 放送時間
祝日は放送を休止。代わりに『TXNニュース』（7:10 - 7:20）が放送されていた。
- 4:45 - 6:15 『NEWSヘッドライン』関東ローカル（5:30を区切りにして放送）
- 6:15 - 6:30 『マーケットLIVE』位置づけとしては別番組
- 6:30 - 7:20 『NEWSヘッドライン』全国ネット

## キャスター
- 大岡優一郎（第1回から最終回まで出演）
- 山形亜裕子（放送開始から1997年3月28日まで出演）
- 黒田多加恵（1997年3月31日から最終回まで出演）
- 櫻井里香（天気予報担当）

## 6:38頃の天カメリレーについて
6時38分頃の天カメリレーでは、TXN系列6局に加えびわ湖放送の天カメ映像も流れた（順序:TXN九州（現・TVQ九州放送）⇒テレビせとうち⇒テレビ大阪⇒びわ湖放送⇒テレビ愛知⇒テレビ東京⇒テレビ北海道の順）。そのため、全国の天気で近畿地方において大阪と大津の2箇所が表示されていた。

## この時期の他局の早朝番組
『NEWSヘッドライン』の放送開始時間は4:45と他の早朝番組と肩を並べる。参考に他局の早朝番組一覧。
- NHK総合テレビ『おはよう5』（5:00 - 5:59）
- 日本テレビ『あさ天5』（5:00 - 5:59）
- テレビ朝日『早起き一番!天気&NEWS』（4:45 - 5:55→4:45 - 5:54）
- TBSテレビ『お天気クジラ』（5:00 - 6:00→4:45 - 6:00）
- フジテレビ『BBCワールドニュース』（5:00 - 5:30）／『めざまし天気』（5:30 - 5:55）

## 当番組終了後のテレビ東京における早朝の帯番組
本番組終了後に放送枠は分割されて、朝の報道番組は同局アナウンサーの梅津智史と矢玉みゆきをメインキャスターに起用した『ニュースウェーブ615』として6時15分からの50分枠に縮小され、7時台は声優の山寺宏一を司会に起用した現在も続く子供向けの情報番組『おはスタ』となった。テレビ東京における早朝の帯番組は本番組終了後は長らく設けられなかったが、2012年3月30日まで放送された平日朝の情報番組『ものスタMOVE』（8:00 - 8:52）を枠移動・改題の上、当番組終了14年半後である2012年4月3日より、『ものスタ』として再開した。ただし、枠移動前とは異なり、録画放送に変更となっている。
| テレビ東京およびTXN系列 平日朝のTXNニュース | テレビ東京およびTXN系列 平日朝のTXNニュース | テレビ東京およびTXN系列 平日朝のTXNニュース           |
| 前番組                                      | 番組名                                      | 次番組                                                |
| ------------------------------------------- | ------------------------------------------- | ----------------------------------------------------- |
| NEWSモーニングJAM                           | NEWSヘッドライン                            | ニュースウェーブ615                                   |
| テレビ東京 平日4:45 - 6:15枠                |                                             |                                                       |
| 通販番組                                    | NEWSヘッドライン                            | 通販番組→ゴルフ再放送                                 |
| テレビ東京列 平日6:15 - 6:30枠              |                                             |                                                       |
| マーケットLIVE （当番組に内包して継続）     | NEWSヘッドライン                            | ニュースウェーブ615 ※6:15 - 7:05                      |
| テレビ東京系列 平日6:30 - 7:20枠            |                                             |                                                       |
| NEWSモーニングJAM                           | NEWSヘッドライン                            | ニュースウェーブ615 ※6:15 - 7:05おはスタ ※7:05 - 7:25 |